# (8718) 1995 UC8
1995 يو سي 8 (ويعرف أيضًا باسم (8718) 1995 يو سي 8 وفق تسمية الكوكب الصغير) (بالإنجليزية: 1995 UC8)‏ هو كويكب ضمن حزام الكويكبات؛ وترتيبه 8718 من حيث الاكتشاف.
اكتُشف هذا الجُرم الفلكي بواسطة تاكيشي أوراتا ‏ في 27 أكتوبر 1995.

## وصلات خارجية
- (8718) 1995 UC8 في قاعدة بيانات مختبر الدفع النفاث لأجرام النظام الشمسي الصغيرة

- الاكتشاف · مخطط المدار ·  العناصر المدارية · المعلمات المادية

- (8718) 1995 UC8 على موقع ويكي سكاي: DSS2, SDSS, GALEX, IRAS, Hydrogen α, X-Ray, Astrophoto, Sky Map, Articles and images